# Án đĩnh kích
Án đĩnh kích (chữ Hán: 梃擊案), là vụ án đầu tiên trong Ba vụ án thời Minh mạt, có liên quan mật thiết đến hậu cung của Hoàng đế và cuộc chiến tranh giành quốc bổn khốc liệt vào cuối triều Minh. Vào năm 1615, có một người tên là Trương Sai cầm mộc côn xông vào Đông cung hành thích Thái tử Chu Thường Lạc song không thành công. Phía Thái tử lên tiếng tố giác Trịnh Quý phi đứng đằng sau âm mưu. Mặc dù Quý phi được Vạn Lịch Đế ra sức bảo vệ, song kể từ đó âm mưu tranh đoạt quốc bổn cho con trai của bà ta chính thức bị thất bại.

## Bối cảnh
Theo truyền thống của chế độ phong kiến Trung Quốc, con trai trưởng của Chính cung Hoàng hậu được lập làm Hoàng thái tử. Nếu Hoàng hậu không có con thì chọn người con trưởng do Phi tần sinh ra làm Thái tử. Minh Thái Tổ Hồng Vũ Đế sau khi lên ngôi ban ra Hoàng Minh tổ huấn, buộc con cháu về sau phải tuân theo pháp độ này. Nhưng trong lịch sử triều Minh cũng từng chứng kiến nhiều trường hợp ngoại lệ như Minh Thành Tổ Vĩnh Lạc Đế soán ngôi của cháu là Kiến Văn Đế, Cảnh Thái Đế được lập lên khi Minh Anh Tông bị rơi vào tay người Mông Cổ hay Thủ phụ Dương Đình Hòa lập Minh Thế Tông Gia Tĩnh Đế khi dòng chính của Hoàng gia không còn người kế vị.
Thời kì Minh Thần Tông Vạn Lịch Đế, Trung cung Vương Hoàng hậu vô tử, triều thần đều ủng hộ Hoàng trưởng tử Chu Thường Lạc kế thừa đại thống theo đúng như Tổ huấn. Hoàng trưởng tử Thường Lạc chào đời năm Vạn Lịch thứ 10 (1581), do một cung nữ sinh ra, về sau cung nữ này được phong làm Cung phi nhưng bị thất sủng. Ngược lại Thần Tông sủng ái Trịnh thị, sách phong lên ngôi Hoàng quý phi. Trịnh Quý phi hạ sinh được Hoàng tam tử Chu Thường Tuân, lại nhân chiếm được sự sủng ái của Vạn Lịch Đế, nên ra sức vận động để con mình trở thành Thái tử. Tuy nhiên phía Lý Thái hậu, Vương Hoàng hậu và chúng đại thần đều ủng hộ Chu Thường Lạc, hai phe đối đầu gay gắt, sử gọi là cuộc chiến tranh giành quốc bổn.
Vạn Lịch Đế không thương con trưởng, đến năm Thường Lạc đã lên 10 mà vẫn cứ trì hoãn lập tự. Bấy giờ đảng Đông Lâm lên tiếng ủng hộ cho Hoàng trưởng tử, thanh thế rất lớn. Năm Vạn Lịch thứ 29 (1601), Vạn Lịch vô kế khả thi, đành phải phong cho Chu Thường Lạc làm Thái tử, Chu Thường Tuân làm Phúc vương, ban đất phong ở Lạc Dương. Trong vụ này, Hoàng đế đã nhận thất bại trước thế lực phe phái trong triều, tuy nhiên sự việc chưa dừng lại ở đó. Trịnh Quý phi oán hận vì không chiếm được ngôi Thái tử, đã gây ra một vụ việc chấn động nhất lịch sử hậu cung nhà Minh từ khi lập quốc - Án đĩnh kích.

## Diễn biến
Ngày mùng 4 tháng 5 ÂL năm Vạn Lịch thứ 43 (1615), có một người nam tử là Trương Sai cầm khúc côn bằng gỗ táo (mộc đĩnh côn) xông vào nơi của Hoàng thái tử là cung Tử Khánh, gặp người nào chém người nấy, đánh bị thương rất nhiều thái giám giữ cửa rồi vào xông thẳng vào trong điện. May nhờ có Nội thị Hàn Bảo Dụng nhanh trí tóm được Trương Sai. Việc phòng bị Đông cung lúc ấy không nghiêm, thái giám nội đình thác bệnh đi khỏi, thị vệ thì chỉ có mấy người, cho nên mới xảy ra sự kiện đó.
Trương Sai bị dẫn đến cho chỉ huy thủ vệ Đông Hoa Chu Hùng. Chu Hùng đem việc tấu lên. Vạn Lịch sai Ngự sử Hoàng thành Lưu Đình Nguyên sơ thẩm tra, Hình bộ san đông tư Lang trung Hồ Sĩ Tương cùng Viên ngoại lang Triệu Hội Trinh, Lưu Vĩnh Giá cùng thẩm vấn. Trương Sai trong khi thẩm tra thì ăn nói điên cuồng, nào là trai giới ăn chay, muốn phong quan tước... Chủ sự đề lao bộ Hình là Vương Chi Thái cho rằng trong sự việc có điều huyền bí, tin rằng Trương Sai chỉ là giả điên, bèn dùng lời nói uy hiếp. Cuối cùng Trương Sai nói: Không dám khai. Vương Chi Thái mệnh cho mọi người đi khỏi, đích thân thẩm vấn. Sau lại đưa cho Hình bộ 13 ti thanh thẩm lại.. Nguyên là Trịnh Quý phi phái nội thị đi xây chùa Phật, bọn nội thị nhân cớ đó mà ra sức vơ vét của dân. Trương Sai vốn tên là Trương Ngũ Nhi, ruộng vườn của nhà hắn bị tước đoạt đi gần hết, không có chỗ nào kêu oan, bèn gia nhập với Hồng Phong giáo của bọn Mã Tam Đạo, Lý Thủ Tài (một nhánh của Bạch Liên giáo, hoạt động ở khu vực Bắc Kinh). Thái giám bên cạnh Quý phi là Bàng Bảo mua chuộc bọn họ, nói nếu hành thích Thái tử thành công thì sẽ trả lại 30 mẫu ruộng. Khi nhập kinh ở trọ tạm tại nhà riêng của Lưu Thành cũng là Nội thị bên cạnh Quý phi. Sau đó, Lưu Thành lén đưa Trương Sai vào Tử Cấm Thành, cung cấp cho mộc côn và rượu; nói rằng khi gặp người mặc Hoàng bào (chỉ Thái tử Thường Lạc) thì lập tức đánh chết. Đồng mưu với Sai còn có người tỉ phu là Khổng Đạo. Như vậy kết quả thẩm tra cho thấy việc làm của Trương Sai có dính líu đến Bàng Bảo, Lưu Thành, hai thái giám thân tín bên cạnh Trịnh Hoàng quý phi.

## Kết cục
Triều thần đều hoài nghi Trịnh Quý phi đứng sau giật dây mưu hại Thái tử, để lập Phúc vương. Vương Chí, Hà Sĩ Tấn, Trương Vấn Đạt đều dâng sớ xin trừng phạt. Quý phi được tin, đến chỗ vua khóc rằng
Nếu nô gia có làm chuyện này, thì cả nhà chết dưới vạn đao.
Vạn Lịch Đế đập bàn đứng dậy, nói với Quý phi rằng
Chuyện này ai nấy đều tức giận, trẫm cũng không thể giải thoát được. Nàng hãy tự xin với Thái tử đi.
Thái tử biết ý của nhà vua không muốn truy tội Quý phi, đành phải giảng hòa, nói rằng chuyện này chỉ do phía Trương Sai làm, không nên liên lụy tới người khác. Theo Tiên bát chí thủy, khi Ti Lễ giám thẩm vấn Bàng Bảo, Lưu Thành ở cửa Văn Hoa, thì không có thấy nhân chứng; hai người kia nét mặt không tỏ ra sợ hãi gì cả, ra sức phủ nhận liên can. Ngày 1 tháng 6 ÂL, Vạn Lịch bí mật lệnh thái giám đem Trương Sai lăng trì xử tử, Bàng Bảo, Lưu Thành loạn côn đánh chết,  Mã Tam Đạo, Lý Thủ Tài và Khổng Đạo bị xử lưu đày. Vụ án chấm dứt không tra cứu thêm.
Lại cầm tay Thái tử nói rằng:
Việc này, Quý phi hoàn toàn chẳng biết gì. Thái tử nên vì tình cha con mà bỏ qua đi. Hơn nữa, Trương Sai bất quá chỉ là một tên khùng có hành động điên cuồng ngu xuẩn, để ý đến làm gì.
Từ sau vụ này, âm mưu đoạt quốc bổn của Trịnh Quý phi gần như bị thất bại, địa vị Thái tử càng được củng cố.